# Dolichos nimbaensis
Dolichos nimbaensis är en ärtväxtart som beskrevs av Raymond Albert Alfred Schnell. Dolichos nimbaensis ingår i släktet Dolichos och familjen ärtväxter. Inga underarter finns listade i Catalogue of Life.